# 马荃镇
马荃镇，是中华人民共和国江西省鹰潭市余江区下辖的一个乡镇级行政单位。

## 行政区划
马荃镇下辖以下地区：
渔业社区、洪岩街道社区、马荃村、岩前村、青山村、管坊村、洪岩村、霞山村、林溪村、松山村、杨柳畲族村、金庄村和新店村。